# 하치노헤정
하치노헤정(八戸町)은 아오모리현 산노헤군에 존재했던 정이다. 현재의 하치노헤시 중심가 주변에 해당하는 지역에 있었으며 하치노헤시의 전신이다.
또한 후에 조자촌과 합병하였는데, 여기에 정리해 기술한다.

### 역사
하치노헤정은 1889년 정촌제 시행에 의해 구 하치노헤 성하와 가시와자키촌 구역, 조자촌은 다무카이촌, 루이에촌, 누카즈카촌, 나카이린촌, 이시테아라이 촌 구역에서 탄생했다.1901년에 하치노헤정과 조자촌이 합병하였으나, 합병의 이유로 「인접한 땅인 것」, 「인정 풍속이 닮은 것」등을 들고 있다.
덧붙여 정촌제 시행 전의 대구 소구제에서는, 행정 구역이 구 하치노헤 성 아래가 아오모리현 제 9 대구 2 소구, 가시와자키촌과 조자촌의 구역이 제9대구 4소구로 분류되고 있었다.

## 연혁
- 1889년 4월 1일 - 정촌제에 의해 산노헤군 하치노헤정이 되었다.
- 1901년 7월 1일 - 산노헤군 조자촌을 합병
- 1929년 5월 1일 - 미노헤군 하치노헤정·고나카노정·미나토정·사메촌이 합병해, 하치노헤시가 탄생하였다.

## 참고문헌
- 『明治・大正の八戸市街図と三戸郡誌』八戸市、2002
- 『はちのへ市史研究第２号』八戸市、2004
- 『新編八戸市史　近現代資料編１』八戸市、2007